# 흑막

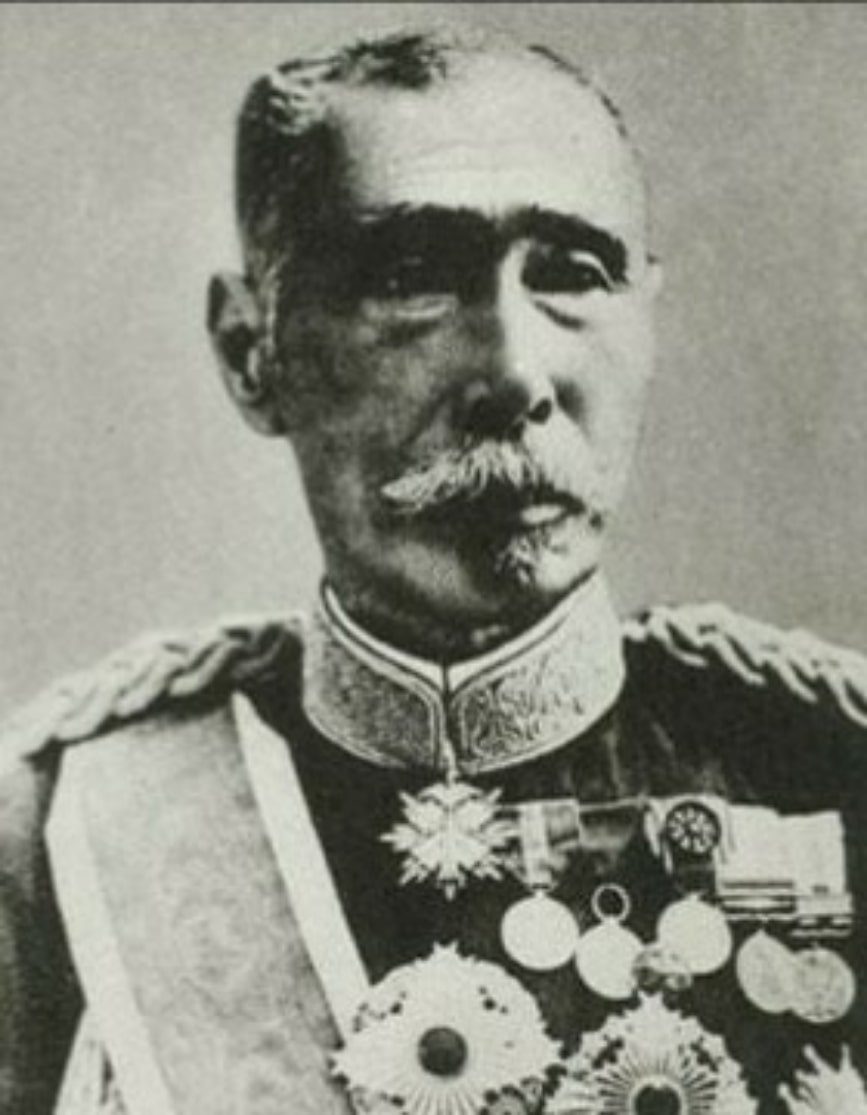
‘일본 군국주의의 아버지’, 야마가타 아리토모. 그는 내각총리대신에서 퇴임한 뒤에도 원로로서 메이지 시대 말기 ~ 다이쇼 시대 전기의 후임 총리대신들에게 강력한 영향력을 발휘했다.

흑막(黒幕, 프랑스어: éminence grise, 영어: grey eminence)은 정치에 있어 국가를 좌지우지하는 강력한 인물로, 표면상 드러나는 최고 지도자를 뒤에서 움직이거나, 최고 권력자의 자리에서 물러난 뒤에도 정치적 영향력을 행사하는 사람을 일컫는다. 일본 연극인 가부키에서 유래한 말로, 무대의 검은 막 뒤에서 연극의 진행을 조종하는 데서 기인, 배후에서 영향력을 발휘하는 강력한 인물을 여기 빗대어 ‘흑막’이라고 부르게 되었다. 서양의 회색 추기경(grey cardinal)이라는 표현이 이와 유사하다.

## 같이 보기
- 스기야마 시게마루
- 야마가타 아리토모
- 마쓰카타 마사요시
- 프랑수아 르클레흐크 드 트럼블레이
- 고다마 요시오
- 사사카와 료이치
- 기시 노부스케
- 미우라 기이치
- 니시야마 고지
- 클라우스 바르비
- 세지마 류조
- 도야마 미쓰루
- 이인임